# Gran Premio motociclistico della Malesia 1991
Il Gran Premio motociclistico della Malesia 1991 è stata la quindicesima nonché ultima prova del motomondiale 1991, si è trattato anche della prima edizione del Gran Premio motociclistico della Malesia.
Si è svolto il 29 settembre 1991 sul circuito di Shah Alam e ha visto le vittorie di John Kocinski in classe 500, di Luca Cadalora in classe 250 e di Loris Capirossi in classe 125.

## Classe 500
Sono 17 gli iscritti in questa classe, anche perché il fresco campione mondiale Wayne Rainey e Kevin Schwantz sono assenti a causa di cadute occorse la settimana precedente nelle prove preliminari del nuovo circuito.
Solo 14 piloti sono giunti al traguardo, con la vittoria dello statunitense John Kocinski, al primo successo in carriera nella classe regina, davanti ai due piloti australiani Wayne Gardner e Michael Doohan.

### Arrivati al traguardo
| Pos. | Nº | Pilota               | Squadra                      | Motocicletta | Giri | Tempo     | Griglia | Punti |
| ---- | -- | -------------------- | ---------------------------- | ------------ | ---- | --------- | ------- | ----- |
| 1º   | 19 | John Kocinski        | Marlboro Team Roberts        | Yamaha       | 35   | 50'05.945 | 1º      | 20    |
| 2º   | 5  | Wayne Gardner        | Rothmans Honda               | Honda        | 35   | +6.145    | 2º      | 17    |
| 3º   | 3  | Michael Doohan       | Rothmans Honda               | Honda        | 35   | +21.678   | 3º      | 15    |
| 4º   | 6  | Juan Garriga         | Ducados Yamaha               | Yamaha       | 35   | +39.088   | 4º      | 13    |
| 5º   | 9  | Kevin Magee          | Lucky Strike Suzuki          | Yamaha       | 35   | +41.520   | 7º      | 11    |
| 6º   | 4  | Niall Mackenzie      | Team Roberts Yamaha Castrol  | Yamaha       | 35   | +1'01.504 | 8º      | 10    |
| 7º   | 20 | Adrien Morillas      | Yamaha Sonauto Mobil 1       | Yamaha       | 35   | +1'25.351 | 11º     | 9     |
| 8º   | 27 | Didier de Radiguès   | Lucky Strike Suzuki          | Suzuki       | 35   | +1'25.912 | 10º     | 8     |
| 9º   | 11 | Marco Papa           | Moto Club Milano - Team Papa | Honda        | 33   | +2 giri   | 13º     | 7     |
| 10º  | 16 | Cees Doorakkers      | HEK-Baumachines              | Honda        | 33   | +2 giri   | 14º     | 6     |
| 11º  | 36 | Hans Becker          | Romero Racing                | Yamaha       | 33   | +2 giri   | 15º     | 5     |
| 12º  | 17 | Eddie Laycock        | Millar Racing                | Yamaha       | 33   | +2 giri   | 12º     | 4     |
| 13º  | 35 | Josef Doppler        | Doppler Racing               | Yamaha       | 32   | +3 giri   | 16º     | 3     |
| 14º  | 13 | Nicholas Schmassmann | Technotron                   | Honda        | 31   | +4 giri   | 17º     | 2     |

### Ritirati
| Nº | Pilota               | Squadra                     | Motocicletta | Giri | Griglia |
| -- | -------------------- | --------------------------- | ------------ | ---- | ------- |
| 8  | Jean-Philippe Ruggia | Yamaha Sonauto Mobil 1      | Yamaha       | 31   | 5º      |
| 10 | Sito Pons            | Campsa Honda                | Honda        | 9    | 9º      |
| 21 | Doug Chandler        | Team Roberts Yamaha Castrol | Yamaha       | 7    | 6º      |

## Classe 250
Anche nella classe intermedia il numero dei partecipanti è stato abbastanza ridotto, con 22 piloti presenti e 17 giunti al traguardo. La vittoria con un minimo distacco è stata del neo campione del mondo Luca Cadalora che ha preceduto di pochi millesimi lo spagnolo Carlos Cardús; al terzo posto e contemporaneamente al secondo posto della classifica generale è giunto il tedesco Helmut Bradl.

### Arrivati al traguardo
| Pos. | Pilota              | Squadra                        | Motocicletta | Giri | Tempo     | Griglia | Punti |
| ---- | ------------------- | ------------------------------ | ------------ | ---- | --------- | ------- | ----- |
| 1º   | Luca Cadalora       | Rothmans-Kanemoto Honda        | Honda        | 29   | 42'51.766 | 2º      | 20    |
| 2º   | Carlos Cardús       | Repsol Honda - Cardús          | Honda        | 29   | +0.074    | 1º      | 17    |
| 3º   | Helmut Bradl        | HB Honda Racing Team Germany   | Honda        | 29   | +16.213   | 3º      | 15    |
| 4º   | Loris Reggiani      | Aprilia Unlimited Jeans        | Aprilia      | 29   | +21.058   | 7º      | 13    |
| 5º   | Martin Wimmer       | Lucky Strike Suzuki            | Suzuki       | 29   | +21.597   | 8º      | 11    |
| 6º   | Àlex Crivillé       | Marlboro - JJ Cobas            | JJ Cobas     | 29   | +21.772   | 14º     | 10    |
| 7º   | Alberto Puig        | Ducados Yamaha Puig            | Yamaha       | 29   | +54.146   | 12º     | 9     |
| 8º   | Pierfrancesco Chili | Iberna Aprilia - Valesi Racing | Aprilia      | 29   | +54.570   | 6º      | 8     |
| 9º   | Jean Pierre Jeandat | Rothmans Honda France          | Honda        | 29   | +1'01.297 | 11º     | 7     |
| 10º  | Katsuyoshi Kozono   | JHA Racing                     | Honda        | 29   | +1'01.601 | 13º     | 6     |
| 11º  | Renzo Colleoni      | Iberna Aprilia - Valesi Racing | Aprilia      | 29   | +1'01.823 | 10º     | 5     |
| 12º  | Jochen Schmid       | Schuh-Zwafink Racing           | Honda        | 29   | +1'03.441 | 9º      | 4     |
| 13º  | Bernard Haenggeli   | Marlboro Aprilia Mohag         | Aprilia      | 29   | +1'06.972 | 17º     | 3     |
| 14º  | Stefan Prein        | HB Honda Racing Team Germany   | Honda        | 29   | +1'14.917 | 15º     | 2     |
| 15º  | Harald Eckl         | JF Aprilia Kuhnert             | Aprilia      | 28   | +1 giro   | 19º     | 1     |
| 16º  | Corrado Catalano    |                                | Honda        | 28   | +1 giro   | 20º     |       |
| 17º  | Ian Newton          |                                | Yamaha       | 28   | +1 giro   | 22º     |       |

### Ritirati
| Pilota           | Motocicletta | Giri | Griglia |
| ---------------- | ------------ | ---- | ------- |
| Doriano Romboni  | Honda        | 13   | 18º     |
| Wilco Zeelenberg | Honda        | 13   | 5º      |
| Masahiro Shimizu | Honda        | 7    | 4º      |
| Urs Jücker       | Yamaha       | 5    | 21º     |
| Paolo Casoli     | Yamaha       | 5    | 16º     |

## Classe 125
Nella gara della minore cilindrata si è imposto il neo campione del mondo Loris Capirossi che ha preceduto due piloti giapponesi, Kazuto Sakata e Nobuyuki Wakai.

### Arrivati al traguardo
| Pos. | Pilota             | Squadra                | Motocicletta | Tempo     | Griglia | Punti |
| ---- | ------------------ | ---------------------- | ------------ | --------- | ------- | ----- |
| 1º   | Loris Capirossi    | AGV - Pileri Corse     | Honda        | 41'00.464 | 3º      | 20    |
| 2º   | Kazuto Sakata      | ELF Kepla - Meiko      | Honda        | +0.897    | 1º      | 17    |
| 3º   | Nobuyuki Wakai     | Moto Bum Racing        | Honda        | +1.198    | 2º      | 15    |
| 4º   | Fausto Gresini     | AGV - Pileri Corse     | Honda        | +7.377    | 8º      | 13    |
| 5º   | Gabriele Debbia    | Team Italia            | Aprilia      | +9.446    | 13º     | 11    |
| 6º   | Adi Stadler        | RS RallyeSport GmbH    | JJ Cobas     | +14.311   | 14º     | 10    |
| 7º   | Noboru Ueda        | Hero Sports TS         | Honda        | +17.388   | 9º      | 9     |
| 8º   | Dirk Raudies       | Schuh HB Honda Racing  | Honda        | +17.925   | 12º     | 8     |
| 9º   | Koji Takada        | Team Takeshima         | Honda        | +26.723   | 4º      | 7     |
| 10º  | Kin'ya Wada        | ICM Racing Associates  | Honda        | +27.367   | 10º     | 6     |
| 11º  | Bruno Casanova     | Semprucci IDM          | Honda        | +27.378   | 5º      | 5     |
| 12º  | Hans Spaan         | Sharp Samson Racing    | Honda        | +27.388   | 11º     | 4     |
| 13º  | Maurizio Vitali    | Gazzaniga Corse        | Gazzaniga    | +28.516   | 7º      | 3     |
| 14º  | Arie Molenaar      | Sharp Samson Racing    | Honda        | +44.740   | 20º     | 2     |
| 15º  | Oliver Petrucciani | Marlboro Aprilia Mohag | Aprilia      | +45.374   | 17º     | 1     |
| 16º  | Peter Galvin       |                        | Honda        | +46.560   | 19º     |       |
| 17º  | Robin Appleyard    |                        | Honda        | +1'28.846 | 21º     |       |

### Ritirati
| Pilota          | Motocicletta | Griglia |
| --------------- | ------------ | ------- |
| Hisashi Unemoto | Honda        | 18º     |
| Jorge Martínez  | JJ Cobas     | 6º      |
| Heinz Lüthi     | Honda        | 16º     |
| Serafino Foti   | Honda        | 22º     |
| Emilio Cuppini  | Gazzaniga    | 15º     |

### Non partito
| Pilota              | Motocicletta | Griglia |
| ------------------- | ------------ | ------- |
| Alessandro Gramigni | Aprilia      | 23º     |